# Enrique Metinides
Jaralambos Enrique Metinides Tsironides (ur. 12 lutego 1934, zm. 10 maja 2022) – meksykański fotoreporter znany z utrwalania na fotografii krwawej, ciemnej i nierzadko okrutnej strony życia w niekonwencjonalny sposób. 
W latach 1949–1979 pracował jako fotoreporter dla meksykańskiej nota roja – prasy czerwonej, lubującej się bardziej we krwi i występku niż plotkach z życia gwiazd. Dokumentował dla prasy brukowej ludzkie tragedie, miejsca wypadków i zbrodni, przemycając w swoich fotografiach piękno, autentyzm oraz uniwersalność przeżyć.

## Dzieciństwo
Enrique Metinides urodził się w rodzinie greckich emigrantów 12 lutego 1934. W wieku 12 lat opublikował swoje pierwsze zdjęcie na łamach popularnego dziennika La Prensa. Najpierw jego fotografią zainteresował się dzielnicowy posterunek, potem stał się maskotką wszystkich służb stolicy zyskując uprzywilejowane miejsce w radiowozach, karetkach pogotowia, wozach strażackich. Przydomek el Niño – „Dziecko”, który mu wówczas nadano, przylgnął do niego na pięć kolejnych dekad kariery fotoreportera. 

## Kariera
Metinides związał się na początku swojej kariery z dziennikiem La Prensa. Był samoukiem. Duży wpływ na jego oryginalny sposób odbierania rzeczywistości miały ulica meksykańskiej metropolii oraz oglądane w dzieciństwie amerykańskie filmy sensacyjne (uwielbiał szczególnie filmy noir). 
Zawsze pierwszy na miejscu zdarzenia fotografował nie krew, ale to, co fascynowało go najbardziej – dramat, jakiem jest życie. Jego prace nie odzierają ofiar z ich godności, nie epatują krwawymi szczegółami anatomii, nie drwią. Ich prostota pełna jest artystycznych niuansów, gry świateł, póz, zastygłych grymasów. 
Metinides wykonał tysiące zdjęć publikowanych w La Prensa, Alarma i Crimen.
Do najbardziej znanych jego prac należą zdjęcie Adeli Legarreta Rivias, śmiertelnie potrąconej przez białego datsuna z 1979 roku, zdjęcie 45-letniego Antonio N., próbującego popełnić samobójstwo skacząc z korony stadiony Toreo (1971 rok) i w końcu zrobione już na emeryturze, w 1995 roku, zdjęcie kobiety opłakującej zasztyletowanego przez rabusiów narzeczonego w Parku Chepultepec.
Często porównywany do amerykańskiego fotoreportera Weegee, przez podobieństwo w niezwykłości przekazu trudnego życia wielkomiejskiego, Metinides stworzył brutalną, lecz kuszącą wizualnie (prawie filmową) „kronikę śmierci”. Jego prace są skadrowane i skomponowane z doskonałym wyczuciem, dają wrażenie wręcz ustawionych. Stawały się tym bardziej rozpoznawalne i głośne w świecie artystycznym, im bardziej traciły na dziennikarskiej świeżości i aktualności. Pełne szacunku dla ludzkich tragedii, zaczęły żyć własnym życiem, jakby poza krótkotrwałą rzeczywistością, którą miały rejestrować.
Od najmłodszych lat Metinides należał do Czerwonego Krzyża i choć nikt nie oczekiwał od niego pomocy na miejscu tragedii, zawsze po zrobieniu zdjęć włączał się do akcji ratowniczej. Kosztowało go to kilka złamań, poważnych oparzeń, a nawet obrażenia czaszki. Fotografując właśnie pracę ratowników Czerwonego Krzyża dostał zawału. 
Enriqe Metinides przeszedł na emeryturę w 1993 roku, ale nie przestał fotografować. We wszystkich wywiadach powtarza, że żałuje tylko jednego – iż nie był na Manhattanie 11 września 2001 roku.
Prace Enrique Metinides'a pokazywane były w licznych galeriach, włączając La Casa de América, Madryt, Hiszpania; Central de Arte Guadalajara, Guadalajara, Meksyk; The Photographers Gallery, Londyn, United Kingdom and the Anton Kern Gallery, Nowy Jork.